# Köthen
Köthen (tra 1885 e 1927 Cöthen) è una città di 25 116 abitanti abitanti della Sassonia-Anhalt, in Germania.
È capoluogo del circondario dell'Anhalt-Bitterfeld.

## Storia
La città fu capitale del Principato di Anhalt-Köthen, retto dall'omonima famiglia dal 1382 al 1847, e poi dagli Anhalt-Bernburg fino al 1863, quando divenne parte del Ducato di Anhalt.

## Amministrazione

### Gemellaggi
- Wattrelos, dal 1990
- Siemianowice Śląskie, dal 1993

Köthen intrattiene "rapporti di amicizia" (Städtefreundschaft) con:
- Langenfeld, dal 1990
- Luneburgo, dal 1990